# Jonathan Hedström
Pär Olof Jonathan "Jonte" Hedström, född 27 december 1977 i Bolidens församling i Skellefteå kommun, är en svensk före detta professionell ishockeyspelare (forward).

## Karriär

### Som professionell ishockeyspelare
Hedström har spelat i många klubbar genom åren. Han gjorde debut i Elitserien för Luleå HF säsongen 1999–2000, efter att ha representerat Skellefteå AIK i Hockeyallsvenskan. Han draftades av Toronto Maple Leafs i den nionde rundan av NHL-draften 1997, som 221:e spelare totalt. Spelarrättigheterna övertogs senare av Anaheim Ducks.
Hedström kom att spela i Anaheims organisation i två omgångar. Inför säsongen 2002–2003 lämnade han Luleå HF för ett första försök i NHL-klubben, men fick tillbringa merparten av säsongen i AHL och farmarklubben Cincinnati Mighty Ducks. Hedström återvände till Sverige och värvades till Djurgårdens IF. Efter en säsong valde han att flytta norrut för ett år i Timrå IK. När lock-outen i NHL upphörde sommaren 2005, lockades Hedström tillbaka till Anaheim. Han trivdes dock inte och flyttade hem till Elitserien igen efter en säsong. 
Väl tillbaka i Sverige uppstod viss kontrovers när Hedström valde att spela för Timrå IK istället för Skellefteå AIK, som säsongen 2006–07 var nykomlingar i Elitserien, samt vars ledning och supportrar haft stort hopp om att kunna locka tillbaka honom. Efter blandade insatser under två och en halv säsong lämnade Hedström Timrå IK i förtid under säsongen 2008–2009 för spel i den ryska storklubben HK CSKA Moskva.
I maj 2009 skrev Hedström på ett ettårskontrakt med Luleå HF och flyttade därmed tillbaka till Luleå men kontraktet förlängdes inte. Säsongen 2010–2011 inledde han i finska SM-liiga där han spelade för Oulun Kärpät men lämnade laget under säsongen och spelade istället i Haparanda för Asplöven HC i Division 1. I augusti 2011 återvände Hedström till Timrå IK i och med att han skrev på ett try-out-kontrakt med klubben för säsongen 2011–2012.

### Efter proffskarriären
Den 19 november 2013 meddelade Hedström officiellt att han lägger av som spelare. Men senare samma säsong blev det klart att Hedström inte var färdig med hockeyn riktigt än, han skulle nämligen spela med Hockeytvåan-laget Haninge Anchors, där bland annat Fredrik Bremberg och Tim Eriksson fanns. Det blev bara en match i Haninge för Hedström. Senare under säsongen spelade han även fem matcher för Piteå HC i div 1.
Hösten 2014 meddelade även Hockeytvåan-laget Brunflo IK att man skrivit på med Hedström, men dock gäller det först och främst bara en match. I januari 2015 började Hedström spela för IF Sundsvall Hockey och var med och tog laget upp i Hockeyallsvenskan. Den 11 november 2018 skrev Uffe "Iceman" Jonsson Ejegård på Åsele IK:s facebooksida att Jonathan Hedström skulle spela åtminstone en match med division 3-laget Åsele IK under derbyt mellan Åsele - Lycksele som spelades 16 november 2018.
I juli 2023 presenterades Hedström som ny ungdomsansvarig i Huddinge IK i Hockeyettan.

### Landslaget
I Sveriges landslag har Hedström deltagit i tre VM-turneringar (2004, 2005 och 2007), vilket gav ett VM-silver och två fjärdeplaceringar. Hedström spelade totalt 77 landskamper för Sverige.

## Övrigt
I slutet av september 2014 släppte Jonathan Hedström självbiografin Jonte – rakt från hjärtat, en bok som han skrivit tillsammans med Jonas Fahlman. I boken berättar Hedström om saker som hänt under karriären både på och utanför isen, från tiden i Bolidens FFI till Haninge Anchors. I boken pratar han om sina problem han haft med ätstörningar i livet, något som han också har berättat om i media.
Jonathan Hedström är kusin med före detta ishockeyspelaren Fredrik Warg.